# Gunnar Olsson (1901–1960)
Gunnar Olsson (ur. 27 marca 1901 w Helsingborgu, zm. 4 maja 1960 tamże) – szwedzki piłkarz występujący na pozycji napastnika, reprezentant Szwecji w latach 1923–1932, trener piłkarski.

## Kariera klubowa
Grę w piłkę nożną rozpoczął w 1924 roku w Helsingborgs IF, gdzie otrzymał przydomek boiskowy „Lill-Gunnar” (szw. „Mały Gunnar”). W sezonach 1928/29 i 1929/30 wywalczył z tym klubem tytuł mistrza Szwecji. W 1932 roku został zawodnikiem Halmstads BK, z którym w sezonie 1932/33 po raz pierwszy w historii klubu awansował do Allsvenskan. W ciągu 3 lat rozegrał w szwedzkiej ekstraklasie 29 spotkań i zdobył 2 gole.

## Kariera reprezentacyjna
21 maja 1923 zadebiutował w reprezentacji Szwecji w przegranym 2:4 meczu towarzyskim z Anglią w Sztokholmie. Miesiąc później w spotkaniu przeciwko Austrii (4:2) w Göteborgu zdobył pierwszą bramkę w drużynie narodowej. W 1924 roku został przez Józsefa Nagy’a powołany na igrzyska olimpijskie w Paryżu. Na turnieju tym nie wystąpił w żadnym spotkaniu. Ogółem w latach 1923-1932 Olsson rozegrał w reprezentacji 10 spotkań w których strzelił 4 gole.

## Kariera trenerska
W latach 1933–1934 pełnił funkcję grającego trenera Halmstads BK. W 1935 roku prowadził Helsingborgs IF.

## Życie prywatne
Jego syn Åke (1925–2007) był współzałożycielem i wieloletnim prezesem klubu piłki ręcznej Vikingarnas IF. Jego szwagier Erik Persson (1902–1957) występował w piłkarskiej reprezentacji Szwecji.

## Sukcesy
Helsingborgs IF
- mistrzostwo Szwecji: 1928/29, 1929/30